# نبيلة لوبيس
نبيلة لوبيس واسمها الأصلي نبيلة عبد الفتاح،  (14 مارس 1942 - ) هي كاتبة، ترجمة، ومحاضرة إندونيسية مصرية تزوجت إندونيسي من الباتاقيين من مدينة ميدان اسمه برهان الدين عمر لوبيس، لذلك غيرت اسم عائلتها إلى نبيلة لوبيس.
بعد أن أكملت لوبيس تعليمها لنيل درجة الدكتوراه في جامعة سياريف هداية الله الإسلامية بجاكرتا في عام 1992، أصبحت أول امرأة تحصل على الدكتوراه في المعهد بجاكرتا. وبعد ذلك بعامين في عام 1994، عينها محمد قريش شهاب كمستشارة للمعهد جاكرتا وعميدًا لكلية الآداب والعلوم الإنسانية. تقاعدت لوبيس من منصبها كأستاذة في كلية الآداب والعلوم الإنسانية في عام 2007.